# Грегорова, Маркета
Маркета Грегорова (чеш. Markéta Gregorová, род. 14 января 1993, Мост, Северочешский край) — чешский политический деятель. Член Чешской пиратской партии. Действующий депутат Европейского парламента с 2019 года, член фракции Зелёные — Европейский свободный альянс. В прошлом — председатель Европейской пиратской партии (2018—2019), депутат городского совета Брно (2018—2019).

## Биография
Родилась 14 января 1993 года в городе Мост.
Окончила Подкрушногорскую гимназию в городе Мост. В январе 2016 года получила степень бакалавра в области международных отношений и европейских исследований в Масариков университете в Брно.
С 2012 года — член Чешской пиратской партии. Баллотировалась под номером три от Чешской пиратской партии на выборах в Европейский парламент 2014 года, но проиграла выборы. Баллотировалась на региональных выборах 2016 года в совет Южно-Моравского края как совместный кандидат Партии зелёных и Чешской пиратской партии, но проиграла выборы. Баллотировалась на парламентских выборах 2017 года.
По итогам региональных выборов 2018 года избрана депутатом городского совета Брно. В июне 2019 года ушла из городского совета, после избрания в Европейский парламент.
На партийном съезде 19 января 2019 года в городе Табор избрана кандидатом под номером два на выборах в Европейский парламент 2019 года. По итогам выборов набрала 14 158 голосов и избрана депутатом Европейского парламента. Является членом комитета по международной торговле (INTA) и специального комитета Европейского парламента по иностранному вмешательству в демократические процессы ЕС (INGE). В 2021 году вместе с коллегами по партии Микулашем Пекса, Марцелом Колая и Патриком Брайером выступила инициатором введения уголовного преследования за дезинформацию.